# Минотавр-4
Минотавр-4 (англ. Minotaur IV, Peacekeeper SLV, OSP-2 PK) — американская военная четырёхступенчатая ракета-носитель лёгкого класса, также известная как OSP-2 PK, разработанная и сконструированная компанией Orbital Sciences Corporation на базе 3-х маршевых ступеней выведенных из эксплуатации МБР «Пискипер». Ракета-носитель применяется для запуска на низкую околоземную орбиту (НОО) высотой 185 км и наклонением 28,5° полезной нагрузки массой до 1725 кг.

## История создания
В 1997 году корпорация OSC получила от ВВС США контракт на разработку новой ракетно-космической системы, которая должна была прийти на смену ракет семейства «Таурус». Новая ракета-носителя предназначалась для выведения на низкие околоземные орбиты малых спутников в широком диапазоне масс. В целях снижения затрат на новые модели было решено создавать на базе снятых с вооружения межконтинентальных баллистических ракет «Минитмен-2». Ответственность за реализацию программы, названной OSP (сокр. от англ. Orbital Suborbital Program — букв. Программа орбитальных и суборбитальных полётов) была возложена на Центр космических и ракетных систем (SMSC), производящий закупки ракет-носителем в интересах всех видов вооружения.
На разработку ракеты «Минотавр» включая затраты связанные с проведением первого старта, было выделено около 20 млн долларов (в ценах 1997 года). Последующих десять изделий ракет-носителей семейства «Минотавр» ВВС США планировало приобретать по цене 12 млн долларов (в ценах 1997 года) без учёта стоимости используемых ступеней МБР. Кроме этого контракт подразумевал, что компания OSC должна была провести модернизацию 13 боевых ракет для запуска по суборбитальным траекториям. При выполнении всех условий контракта стоимость соглашения превысило бы 200 млн долларов (в ценах 1997 года).
Разработка ракеты «Минотавр» длилась достаточно долго — первый пуск ракеты-носителя состоялся в январе 2000 года. В ходе полёта, осуществлённого с коммерческой стартовой площадки на базе Ванденберг, система вывела в космос космический аппарат Jawsat и ещё несколько попутных грузов общей массой около 160 кг.
23 апреля 2010 года состоялся успешный старт лёгкой версии ракеты-носителя «Минотавр-4» в трёхступенчатой конфигурации с пускового комплекса LC-06 на базе ВВС США Ванденберг. 25 сентября 2010 года в пуске использовалась новая ракета-носителя компании OSC — «тяжелый» вариант лёгкой ракеты-носителя «Минотавр-4». Это был второй полёт и первая орбитальная миссия носителя «Минотавр-4».

## Конструкция

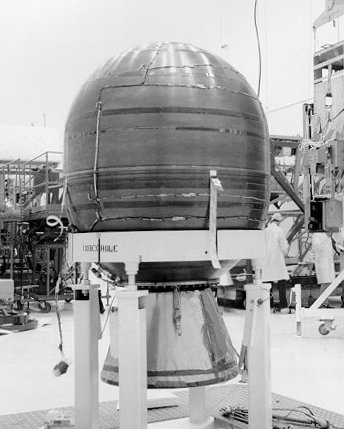
Двигатель Стар-48B

В качестве первых трёх ступеней используются маршевые ступени баллистической ракеты «Пискипер», а четвёртая ступень «Орион-38», из состава ракеты-носителя «Пегас» или Star-48V (в версии «Минотавр-4+»). Головной обтекатель взят с РН «Таурус».
При стартах с космодрома на мысе Канаверал максимальная масса полезного груза, выводимого ракетой-носителем «Минотавр-4» на низкую круговую околоземную орбиту наклонением 28,5° и высотой 185 км, составляет 1735 кг. Грузоподъемность ракеты-носителя в варианте «Минотавр-4+» на 250 кг выше.
Особенностями ракеты-носителя «Минотавр-4» считаются:
- стандартная продолжительность подготовки миссии — 18 месяцев после заказа;
- возможность пуска по запросу в период от шести месяцев до нескольких часов;
- высокая готовность и отработанность систем и процессов;
- страховое обеспечение миссии фирмой OSC;
- возможность пусков с нескольких космодромов (Ванденберг, Канаверал, острова Уоллопс и Кодьяк) с использованием мобильного наземного оборудования.

## Модификации
На базе ракеты-носителя «Минотавр-4» были созданы две модификации:
- Минотавр-4 «Легкая» — облегчённый трёхступенчатый вариант ракеты-носителя «Минотавр-4»;
- Минотавр-4+ — четырёхступенчатый вариант ракеты-носителя «Минотавр-4» с двигателем Стар-48BV на четвёртой ступени;
- Минотавр-4 «Тяжелая» — пятиступенчатый вариант базовой ракеты-носителя, основным отличием является использованного пятой ступени HAPS, от ракеты «Пегас».

Линейка ракет-носителей «Минотавр» компании OSC применяется для орбитальных и суборбитальных миссий с 2000 года. За тринадцать лет эти ракеты-носители выполнили 18 полетов (включая SBSS), и все были успешными.

## Стартовые площадки
Пуск ракеты-носителя «Минотавр-4» осуществлялся с четырёх космодромов:
- стартовая площадка LC-1 коммерческого космодрома Кадьяк, расположенного на одноимённом острове у берегов Аляски;

- стартовая площадка LP-0B коммерческого космодрома «MARS», занимающий южную часть территории принадлежащего НАСА Центра полётов Уоллопс на полуострове Делмарва к югу от Чинкотиги (Chincoteague), штат Виргиния;

- стартовые площадки SLC-8 на космодроме ВВС США «Ванденберг», расположенного в округе Санта-Барбара (штат Калифорния);

- стартовая площадка LC-46 на космодроме ВВС США на мысе Канаверал, штат Флорида.

## История пусков
Пуски ракет-носителей семейстав «Минотавр» производятся только по правительственным заказам. Поскольку РН «Минотавр» содержит компоненты, предоставленные правительством США, её использование на рынке коммерческих запусков запрещено.
Первый запуск был осуществлён 22 апреля 2010 года со стартовой площадки SLS-8 космодрома Ванденберг. Полезная нагрузка — гиперзвуковой летательный аппарат Falcon HTV-2а.
| 1  | 22 апреля 2010, 23:00   | Falcon HTV-2a                                                                   | Минотавр-4 «Легкая»  | Суборбитальный полёт | База Ванденберг SLC-8                 | Успех        | Во время запуска был разрушен стартовый стол |
| 2  | 26 сентября 2010, 04:41 | SBSS 1                                                                          | Минотавр-4           | ССО                  | База Ванденберг SLC-8                 | Успех        |                                              |
| 3  | 20 ноября 2010, 01:25   | STPSat-2, FASTRAC-A, FASTRAC-B, FalconSat-5, FASTSAT, O/OREOS, RAX, NanoSail-D2 | Минотавр-4 «Тяжелая» | НОО                  | Кодьяк LP-1                           | Успех        |                                              |
| 4  | 11 августа 2011, 14:45  | Falcon HTV-2b                                                                   | Минотавр-4 «Лёгкая»  | Суборбитальный полёт | База Ванденберг SLC-8                 | Успех        | Во время запуска был разрушен стартовый стол |
| 5  | 27 сентября 2011, 15:49 | TacSat-4                                                                        | Минотавр-4+          | НОО                  | Кодьяк LP-1                           | Успех        |                                              |
| 6  | 26 августа 2017, 06:04  | ORS-5                                                                           | Минотавр-4           | НОО                  | База ВВС США на мысе Канаверал, LC-46 | Успех        |                                              |
| 7  | 15 июля 2020, 13:46     | NROL-129                                                                        | Минотавр-4           | НОО                  | MARS, LP-0B                           | Успех        |                                              |
| 8  | 16 апреля 2025          | NROL-174                                                                        | Минотавр-4           |                      | База Ванденберг, SLC-8                | Успех        |                                              |
| 9  |                         | TacSat-5                                                                        | Минотавр-4           | НОО                  | База Ванденберг, SLC-8                | Запланирован |                                              |
| 10 |                         | CSM                                                                             | Минотавр-4 Лёгкая    | Суборбитальный полёт | База Ванденберг, SLC-8                | Запланирован |                                              |